# Thập niên 420 TCN
Thập niên 420 TCN hay thập kỷ 420 TCN chỉ đến những năm từ 420 TCN đến 429 TCN.